# Minuartia juniperina
Minuartia juniperina là loài thực vật có hoa thuộc họ Cẩm chướng. Loài này được (L.) Maire & Petitm. mô tả khoa học đầu tiên năm 1908.